# Hardwired
Hardwired è un singolo del gruppo musicale statunitense Metallica, pubblicato il 18 agosto 2016 come primo estratto dal decimo album in studio Hardwired... to Self-Destruct.

## Descrizione
Si tratta del brano più corto nella carriera dei Metallica dai tempi dell'album di debutto Kill 'Em All, nel quale era presente il brano Motorbreath, ed è caratterizzato da un ritmo veloce e da un testo «oscuro e minaccioso».
Il brano ha ricevuto una candidatura ai Grammy Awards 2017 nella categoria miglior canzone rock.

## Video musicale
Il video, prodotto e diretto da Colin Shane Hakes, è stato reso disponibile in concomitanza con il lancio del singolo e mostra il gruppo eseguire il brano in una stanza illuminata da una sola luce stroboscopica.

## Tracce
Testi e musiche di James Hetfield e Lars Ulrich.
1. Hardwired – 3:11

## Formazione
Gruppo
- James Hetfield – chitarra, voce
- Lars Ulrich – batteria
- Kirk Hammett – chitarra
- Robert Trujillo – basso

Produzione
- Greg Fidelman – produzione, registrazione, missaggio
- James Hetfield – produzione
- Lars Ulrich – produzione
- Mike Gillies – registrazione aggiuntiva
- Sara Lyn Killion – registrazione aggiuntiva, assistenza tecnica
- Dan Monti – editing digitale
- Jim Monti – editing digitale
- Jason Gossman – editing digitale
- Kent Matcke – assistenza tecnica
- Dave Collins – mastering

## Classifiche
| Classifica (2016)                | Posizione massima |
| -------------------------------- | ----------------- |
| Australia                        | 70                |
| Belgio (Fiandre)                 | 65                |
| Canada (digital)                 | 32                |
| Francia                          | 164               |
| Regno Unito (download)           | 72                |
| Regno Unito (rock & metal)       | 3                 |
| Stati Uniti (mainstream rock)    | 1                 |
| Stati Uniti (rock & alternative) | 9                 |
| Svezia                           | 72                |
| Ungheria                         | 37                |